# Машево
Машево (пољ. Maszewo) је град у Пољској у Војводству Западно Поморје у Повјату голењовском. Према попису становништва из 2011. у граду је живело 3.281 становника.

## Становништво
Према прелиминарним подацима са пописа, у граду је 2011. живело 3.281 становника.
| 2002. | 2011. | 2012. |
| ----- | ----- | ----- |
| 3.045 | 3.281 | 3.336 |